# Uhligina
Uhligina es un género de foraminífero bentónico considerado un sinónimo posterior de Uvigerina de la subfamilia Uvigerininae, de la familia Uvigerinidae, de la superfamilia Buliminoidea, del suborden Buliminina y del orden Buliminida. Su especie tipo era Uvigerina (Uhligina) uhligi. Su rango cronoestratigráfico abarcaba el Mioceno inferior.

## Discusión
Clasificaciones previas incluían Uhligina en el suborden Rotaliina del orden Rotaliida. Uhligina fue propuesto como un subgénero de Uvigerina, es decir, Uvigerina (Uhligina).

## Clasificación
Uhligina incluía a las siguientes especies:
- Uhligina boninensis †
- Uhligina uhligi †